# Воздвижение Креста (Рубенс)
Воздвижение Креста (нидерл. Kruisoprichting) — выдающееся произведение фламандского живописца Питера Пауля Рубенса, алтарный триптих написанный маслом по дереву в 1609—1610 годах (по некоторым данным, окончен в начале 1611 года). Его размеры: центральная панель: 460 х 340 см, и две боковые по 460 × 150 см. Картина является первым большим алтарным образом работы Рубенса для Собора Богоматери в Антверпене, (Антверпен, Бельгия). Триптих размещён в левом трансепте собора. Симметрично, в правом трансепте, позднее появилась парная композиция, написанная Рубенсом в 1612 году: «Снятие с креста».

## История
Оба произведения, прославившие Рубенса, находятся в Кафедральном соборе Антверпена. Они относятся к раннему периоду творчества Рубенса, известному как «Антверпенский период» (1608—1618). Художник создал их вскоре после своего возвращения из Италии, но первоначально они рассматривались как самостоятельные произведения. «Воздвижение креста» написано первым, в 1610 году, «Снятие с креста» позднее, в 1612 году. Создание новых алтарей для католических храмов и церквей Фландрии было частью договора наместника Нидерландов Алессандро Фарнезе, когда после 17 августа 1585 года (падение Антверпена) на территории была установлена власть Испанской Короны, а вместе с ней испанские светские обычаи и каноны католической церкви.
«Воздвижение Креста» было заказано Рубенсу для церкви святой Вальбурги. Контракт на выполнение алтаря был заключён в 1609 году с торговцем и меценатом Корнелисом ван дер Геестом, который уплатил Рубенсу по окончании работы сумму в 2600 гульденов.
Алтарный образ Рубенса был передан в Собор Антверпенской Богоматери и никогда не покидал его стен до тех пор, пока Наполеон Бонапарт не вторгся в 1810 году в Нидерланды. Он распорядился вывезти триптих Рубенса вместе с другим: «Снятие с Креста» и отправить оба произведения в Париж, в «Музей Наполеона» (позднее: Музей Лувра). В 1815 году после падения Наполеона оба триптиха были возвращены в собор.

## Композиция и стиль
В работе присутствуют черты искусства итальянского Высокого Возрождения и барокко, и, как принято считать, проявилось влияние таких художников как Караваджо, Тинторетто, Микеланджело.
Французский живописец и выдающийся эссеист Эжен Фромантен посвятил этому произведению восторженные строки и характерно-точное описание всех деталей композиции в своей знаменитой книге «Старые мастера» (1876). При этом тонкий критик и проницательный наблюдатель отметил: «Широкая публика облюбовала „Снятие с креста“, „Воздвижение“ же способно трогать скорее пламенных или самых убеждённых друзей Рубенса. Действительно, нет ничего более несходного между собой, чем эти два произведения. Написанные с перерывом в два года, вдохновлённые единым усилием творческой мысли, они, однако, таят в себе зачатки двух различных направлений… Итальянские мастера, к которым он обращался, разумеется, давали ему противоречивые советы. Художники буйные призывали его дерзать, строгие — рекомендовали сдержанность.
Натура, характер, природные способности Рубенса, старые и новые уроки — всё это вело к раздвоению. Сама задача требовала, чтобы он использовал обе стороны своего превосходного дарования. Рубенс почувствовал, что такой случай ему подвернулся, ухватился за него и разработал каждый сюжет сообразно его духу».
Тема жестокой казни нехарактерна для искусства итальянского Возрождения, она чаще встречается в работах художников, в том числе в алтарных картинах, в искусстве Германии и Нидерландов. При этом художники обычно изображали Распятие уже свершившимся. Рубенс весьма неожиданно сделал зрителя свидетелем страшной казни. С первого взгляда гигантская картина поражает (многих возмущает); кажется, что она написана в один приём.
Фромантен отмечал, что «Воздвижение» гораздо больше, чем «Снятие» говорит «о самобытности Рубенса, о его порывах, дерзаниях, удачах.. о брожении ума». Возможно, что рисунок картины менее совершенен и формы менее проработаны, но «в нагромождении её раскрытых и замкнутых форм, изогнутых тел, воздетых рук… она до конца сохраняет характер наброска… На левой створке художник объединил всех охваченных душевной скорбью близких в одну мятущуюся группу оплакивающих и отчаявшихся людей. На правой створке представлены только два конных стража — с этой стороны не может быть никакой пощады. В центре — крики, богохульства, оскорбления, топот. Палачи с лицами мясников зверскими усилиями поднимают крест, стараясь поставить его вертикально. Руки сжимаются, верёвки натягиваются, крест качается и пока поднят лишь наполовину. Смерть неизбежна… Всю ярость и всю поспешность, с какой убийцы стремятся закончить своё дело, художник выразил как человек, глубоко понимающий проявления гнева и чисто зверские инстинкты. Но ещё лучше переданы им спокойствие духа и блаженство умирающего, принесшего себя в жертву мученика… Христос озарён светом… Кто из мастеров даже лучшей эпохи итальянской живописи не был бы искренне поражён здесь силой экспрессии, достигшей своей кульминации?».
На триптихе изображено в общей сложности двадцать два человека. Из общего числа выделяются Дева Мария и Иосиф Обручник, расположенные на левой панели, некоторые солдаты и двое детей. Каждая панель триптиха имеет свою собственную доминирующую группу. На левой панели это скорбящие женщины вместе с Марией и Иосифом. Средняя панель посвящена целиком и полностью мучениям Христа. Одновременно в средней и правой панели изображена подготовка казни двух преступников, их также сопровождает группа из нескольких солдат. Но картина не сводится к значению изображённых на ней фигур. «Это истинно возвышенное произведение. Оно воздействует декоративным ритмом линий и пятен, мерцающими бликами и изысканнейшими жемчужными переливами цвета. Собака на переднем плане или роскошный серый конь в яблоках на боковой створке триптиха, не противореча сюжету, выдают жизнелюбие художника даже в отношении столь трагической темы».

## Особенности изобразительной конструкции
Композиция триптиха имеет и свой «скрытый план». Изображение Христа пересекает всю центральную панель по диагонали, что иногда сравнивают с построением картины Караваджо «Погребение Христа» (1603—1604, Ватикан, Пинакотека). На обеих картинах демонстрируется движение, которым передаётся ключевой момент действия. Горизонтали и вертикали картины статичны, зато диагонали полны динамики. Но примечательно, что, решая необычайно сложную композиционную задачу пластической связи трёх панелей огромного алтаря с большим количеством фигур, Рубенс, ещё будучи молодым мастером, скорее всего использовал свой итальянский опыт. Он применил хорошо известное в Италии «правило прямого угла» и «диагональный метод». Сквозные диагонали, пересекающие все три панели, зрительно подчёркивают основные структурные линии композиции, выражающие действие (на них попадают многие важные детали), а их пересечение под прямым углом обеспечивает оптимальное пропорционирование частей.
- Общий вид алтаря в трансепте собора
- Воздвижение креста. Офорт по рисунку П. П. Рубенса. 1732
- Тинторетто. Распятие. 1565. Холст, масло. Скуола Гранде ди Сан-Рокко, Венеция
- Караваджо. Погребение Христа. 1603–1604. Холст, масло. Пинакотека, Ватикан